# ホルトン・アープ
ホルトン・クリスティアン・アープ（Halton Christian Arp、1927年3月21日 - 2013年12月28日）は、アメリカ合衆国の天文学者。
ニューヨークに生まれた。ハーバード大学を卒業した後カリフォルニア工科大学で博士号を得た。1953年にワシントン・カーネギー協会の研究員になり、1955年にインディアナ大学ブルーミントン校の研究助手となり、1957年からパロマー天文台に29年間勤めた。1983年からドイツのマックス・プランク研究所に加わった。

## アープ・アトラス
アープは、変わった銀河のカタログとしてアープ・アトラスを1966年に出版した。後に彼はこのカタログをクエーサー論争の証拠として用いた。アープのカタログは他の天文学者にも研究され、相互作用銀河と銀河の合体の様子を集めた素晴らしいものとみなされている。その中にはArp 220のように赤方偏移の基準として使われるものもある。

## クエーサーと赤方偏移

### アープの仮説
1966年、338の典型的ではない銀河を集めたアープ・アトラスを出版した。彼はこのカタログを使って銀河の形成を解明することを目標としていた。1番から101番までのグループはどちらかと言えば平凡な銀河であったが、小さな天体を伴っていた。1967年にアープはこれらのいくつかはクエーサーとしてリストアップされていることに気づいた。いくつかの写真ではクエーサーは銀河の手前にあり、他方では2つの天体に「橋」がかかっていた。このことはそれらが非常に近い場所にあることを暗示していた。もしそうであるならハッブルの法則に従えば似かよった赤方偏移を示すはずであったが、銀河の赤方偏移はクエーサーのものよりも小さなものであった。アープは赤方偏移は宇宙の膨張によるものではなく、非宇宙論的なもの、もしくは固有の赤方偏移をもつからだと論じた。また、アープはクエーサーが宇宙に均一に存在しているわけではなく、銀河近傍においてより多く分布していることに気付いた。これらの論拠から、アープはクエーサーは、活動銀河核から放出された天体であり、親銀河と同程度の距離に存在するという仮説を立てた。この仮説はM87やケンタウルス座Aのような強い電波を放出している銀河によって補強されるとしている。
クエーサーの研究からビッグバン理論は誤っていて、銀河の赤方偏移は赤方偏移の量子化論で説明できるとしている。

### 批評
アープがビッグバン理論を批判しはじめたのは1960年代である。しかしながら、その後天体望遠鏡その他の観測機器は大いに発展を遂げた。ハッブル宇宙望遠鏡が打ち上げられ、ケック天文台のように有効口径が10mもある天体望遠鏡が運用されるようになった。CCD撮像素子も今では広く使われている。これらの新しい望遠鏡と機器はクエーサー研究によく利用されている。クエーサーは今では大きな赤方偏移を持つ非常に遠い銀河であると広く認識されている。さらに、多数の画像調査、とりわけハッブル・ディープ・フィールドは多数の大きな赤方偏移を持つクエーサーではない天体を発見している。また、赤方偏移の効果が正しいとすると、大きな赤方偏移を持つ銀河のスペクトルは近傍の銀河と合致する。星の生成が活発な銀河のみならず活発でない銀河であっても同様である。桁違いの膨大な研究データは直接的にアープの仮説を検証していくことになる。最近の研究では
"…スローン・デジタル・スカイサーベイと2dF銀河赤方偏移サーベイからもたらされるデータによって、クエーサーは周期的な非宇宙論的赤方偏移を持って活動銀河から放出されたという仮説を検証することができるだろう。2つの異なった固有赤方偏移モデルについては、周期的なlog(1+z)で予測される周波数も、その他の周波数も証拠を見つけることはできなかった。"と述べている。
それでもなおアープは精力的にビッグバン理論を批判する論文を提出している。しばしば ジェフリー・バービッジとマーガレット・バービッジと共同でビッグバン理論に反論する著作を行っている。

## 受賞歴
- 1960年 - アメリカ天文学会よりヘレン・B・ワーナー賞を受賞[12]
- 1960年 - アメリカ科学振興協会よりニューカム・クリーブランド賞を受賞[13]
- 1984年 - アレクサンダー・フォン・フンボルト財団よりフンボルト賞を受賞[14]